# Opérette marseillaise
 (juillet 2017).
Si vous disposez d'ouvrages ou d'articles de référence ou si vous connaissez des sites web de qualité traitant du thème abordé ici, merci de compléter l'article en donnant les références utiles à sa vérifiabilité et en les liant à la section « Notes et références ».
L'opérette marseillaise  est un genre musical qui commence  dans les années 1930 jusqu'à l'après-guerre et dont l'origine se situe à Marseille, qui est l'unique ville de France à avoir donné son nom à un style de musique.

## Historique
Avant et pendant la Guerre, les revues et opérettes marseillaises se jouent à Paris et dans toute la zone libre, à Marseille dans les Music-halls; le Casino Variété, L'Odéon et L'Alcazar. Plusieurs adaptations au cinéma : Au pays du soleil, Les Arènes joyeuses, Trois de la Marine, Un de la Canebière avec Alibert, Pierre Larquey, Rellys, Maupi, et René Sarvil. Au soleil de Marseille avec Henry Garat, Fernand Charpin et Mireille Ponsard ; Marseille mes amours avec Reda Caire et Mireille Ponsard. Le Millionnaire de la Canebière Avec Gorlett.
Les noms de Vincent Scotto (compositeur), Georges Sellers (compositeur), Henri Alibert (chanteur,producteur et auteur), Émile Audiffred (ex-Chanteur, auteur et producteur), René Sarvil (auteur et acteur), Raymond Vincy (auteur), Marc Cab (auteur), Mireille Ponsard (chanteuse et comédienne), Gorlett (comédien) sont les véritables créateurs et représentants des opérettes marseillaises. D'autres auteurs et compositeurs participeront occasionnellement comme: Geo Koger, Charles Tutelier, Juliette St Giniez, Albert et Antonin Bossy, Henri Martinet, Raymond Souplex, Serge Bessière, Henri Varna, Maurice Poggy. En 1930 la trilogie de Marcel Pagnol, Marius, Fanny et César, contribua au lancement des Opérettes Marseillaises.
Henri Alibert (chanteur vedette) et Vincent Scotto (compositeur) produit par Roger Ferréol, relancent le genre marseillais avec la Revue marseillaise' Au pays du Soleil au moulin de la chanson en 1932.  L'opérette les Trois de la marine en 1933. Les Arènes joyeuses, Zou !le midi bouge en 1934, programmé à l'Alcazar (Palace) de Paris par Henri Varna et Émile Audiffred. En 1935, le grand succès Un de la Canebière créé à Bobino avec Mireille Ponsard, reprise au théâtre des Célestins de Lyon.
Henri Alibert, Vincent Scotto et leurs co-auteurs René Sarvil et Raymond Vincy affirmeront dans leurs opérettes les situations comiques d'Olive Gorlett, ou encore Rellys, dans des actions se déroulant essentiellement autour de Marseille. En 1941, Raymond Souplex (auteur) et Marc Cab (auteur) intègre l’équipe Alibert et Scotto. 
Viendront en 1936 les productions d'Émile Audiffred (ancien chanteur d’opérette, Imprésario et producteur de tino Rossi et de Yves Montand), avec Au Soleil de Marseille à Bobino en 1936. Marseille mes amours à l'Alcazar de Paris en 1938, puis Ma belle Marseillaise créée en 1937, qui sera un succès avec Henri Alibert en vedette au théâtre des Variétés de Paris en 1940. Puis d'autres productions des tournées Audiffred de 1940 à 1948, comme Zou viens y ! avec Darcelys, Voila Marseille et Avec le soleil avec Reda Caire, Fernand Sardou et Renè Sarvil, ça reviendra ! première version de "Petit papa Noël" chanté par Xavier Lemercier... 
Emile Audiffred et ses co-auteurs Marc Cab et Raymond Vincy cibleront des histoires d'amours et de galéjade sous le ciel bleu de Provence, où légèreté et bonne humeur était de mise. Pratiquement tous les acteurs et chanteurs du style succombèrent aux propositions d'Audiffred : Xavier Lemercier, Darcelys, Guy Berry, Jean Leroy, René Sarvil, Albert Préjean puis, Francined, Gorlett, Rellys, Alida Rouffe, Ginette Garcin, Lina Darwils, Dot Shirley, Clairette, Jenny Helia, Susy Leroy, Germaine Roger, Simone Brett, Harry Max. Ils seront accompagnés par les orchestres de Ray Ventura, Georges Sellers et d'Henri Martinet. Les décors seront le plus souvent signés Jean Julien.
L'opérette La Belle de Cadix initialement écrite pendant la guerre par Raymond Vincy et Emile Audiffred pour la chanteuse Rina Ketty et le comique Gorlett, sous le nom de Mariage à l'essai ne verra jamais le jour, mais le livret sera proposé à Francis Lopez et Luis Mariano en 1945 au casino Montparnasse pour remplacer Edith Piaf.  

## Production
Produit par Alibert (Revue et Opérette)
- 1932 Au pays du soleil - (Alibert, Sarvil, Scotto) avec Gorlett, Alibert, Jenny Hélia. Moulin de la chanson (Paris)
- 1932 La Revue Marseillaise - (Sarvil, Mas Andrés, Scotto, Sellers) avec Alibert Jenny Hélia. Moulin de la chanson
- 1933 Trois de la marine - (Alibert, Sarvil, Vincy, Scotto) avec Rellys, Alibert. Ambigu (paris)
- 1934 Les Arènes joyeuses - (Alibert, Sarvil, Vincy, Scotto) Avec Gorlett et Alibert ou Darcelys. Alcazar de Paris (Palace)
- 1935 un de la canebière - (Alibert, Sarvil, Vincy, Scotto) Avec Rellys, M. Ponsard et Alibert. Bobino (Paris)
- 1936 Les Gangsters du Château d'If - (Alibert, Sarvil, Vincy, Scotto) Avec Alibert, Sarvil et Rellys. Au Variétés (Paris)
- 1937 Ceux de la légion - (Alibert, Sarvil, Vincy, Scotto) Avec Georgel. théâtre Antoine (Paris)
- 1938 Le Roi des Galéjeurs - (Alibert, Sarvil, Vincy , Scotto) Avec Alibert et Sarvil. Au variétés
- 1941 C'est tout le midi - (Alibert, Souplex, Marc Cab, Scotto, G. Seller) Avec Alibert et Éliane de Creus. Au Variétés
- 1942 Paris Marseille - (Alibert, Souplex, Marc Cab, Vincy) Avec Alibert et Éliane de Creus. Au Variétés.
- 1943 A la Marseillaise - (Alibert, Souplex, Marc Cab, Vincy, Scotto) Avec Alibert, Éliane de Creus, Milly Mathis, Prior, Tramel. Au Variétés
- 1945 Les gauchos de Marseille - (Alibert, Sarvil, Scotto) Avec Alibert
- 1945 Au pays des cigales - (Alibert, Marc cab, Vincy, Scotto) Avec Alibert

Produit par Emile Audiffred (Revue et Opérette - SACD)
- 1936 Au soleil de Marseille - (Audiffred, Marc Cab, C.Tutelier, G.Sellers) Avec Mireille Ponsard et Albert Préjean. Bobino (Paris)
- 1937 Ma belle Marseillaise - (Audiffred, M. Cab, C.Tutelier, G.Sellers) Avec M.Ponsard, Gorlett et Guy Berry. 1940; Alibert. les Variétés (Paris)
- 1938 Marseille mes Amours - (Audiffred, M. Cab, C.Tutelier, G.Sellers)Avec M.Ponsard, Gorlett et Xavier Lemercier. Alcazar de Paris (Palace)
- 1940 L'Escale du bonheur - (Audiffred, M. Cab, R; Vincy, Casimir Oberfeld, Henry Martinet). Odéon de Marseille
- 1940 Voila Marseille - (Audiffred, René Sarvil, serge Bessière) Avec Reda Caire et Sarvil et Dot Shirley. L’odéon de Marseille
- 1941 Zou Vas-y ! - (Audiffred, Albert Bossy, Antonin Bossy) Avec Gorlett et Darcelys Dot shirley. Odéon de Marseille
- 1941 Marseille en Folie / un soir de folie - (Audiffred, R.Vincy, M.Cab et j. de Harvay) Yves Montand, Harry Max. Odéon de Marseille
- 1942 Port du soleil - (Audiffred, R. Vincy, M. Cab, G.Sellers) Avec Reda Caire, M.Ponsard, et Fernand Sardou. Odéon de Marseille
- 1942 Avec le soleil - (Audiffred, R.Vincy, Juliette Saint Giniez, A.Bossy) Avec Reda Caire, M. Ponsard, Alida Rouffe, Ginette Garcin. Variété Casino
- 1942 C'est un cris ! - (Audiffred, Albert bossy, R.Vincy, Atonin Bossy) Avec Rellys. Odéon de Marseille
- 1943 Marseille en Parade - (Sarvil, Audiffred, jef de muret) Jenny Helia, Sarvil. Odeon de Marseille
- 1942 Bonjour Marseille ! - (Audiffred, A.Bossy, R.Vincy, A.Bossy) Odeon de Marseille
- 1943 C'est tout Marseille - (Audiffred, R.Vincy, H.Martinet) Avec Darcelys. Odeon de Marseille
- 1944 Ça reviendra !- (Audiffred, Vincy, Martinet) chanson Xavier Lemercier. Odéon de Marseille
- 1944 L'Amour en vacance - (Audiffred, M.Cab, H.Martinet) Avec Gorlett, Jean Leroy et M.Ponsard. Odéon de Marseille
- 1944 Merci De Gaulle - (Audiffred, Bossy) Xavier Lemercier. Odéon de Marseille
- 1946 Le Millionnaire de la Cannebière - (Audiffred, M.Cab, R.Vincy, Dalmy) Gorlett, M.Ponsard
- 1947 Girelle en plein pastis - (Audiffred, Albert Bossy) Rellys.
- 1947 De Montmartre à la Canebière - (Audiffred, A.Bossy) Avec Reda Caire et Clairette Oddera. Casino Montparnasse (Paris).
- 1948 Croisière d'amour - (Audiffred, M Cab, Monjardin, H.Martinet) Avec M.Ponsard, Jean Leroy. théâtre municipal d'Arles.

Autres productions
- 1935 En plein pastis (Danglard, Goeni, Géo Koger, G. Seller) - théâtre Antoine
- 1937 Rose de Marseille (Henri Varna, Mar Cab, Georges Barthélémy, G. Sellers) Alcazar de Paris - Tournée Audiffred & Marouani.

## Les Chansons
- Adieu Venise provençale - Alibert
- Le Plus Beau Tango du monde - Alibert & Germaine Roger
- Les Pescadous ouh ouh - Alibert
- Cane cane Canebière - Alibert
- Au soleil de Marseille - Mireille Ponsard
- Ma belle Marseillaise - Alibert et Mireille Ponsard
- Marseille mes amours - Mireille Ponsard
- Un petit cabanon - Alibert & Germaine Roger
- Çà fait boum ! - Mireille Ponsard
- Un doux regard de femme - Xavier Lemercier / Reda Caire
- La Rumba des roses - Xavier Lemercier / Reda Caire
- Tous nos rêves bleus - Mireille Ponsard
- Zou ! Un peu d'aïoli - Alibert / Darcelys / Tino Rossi
- À Toulon - Alibert / Darcelys
- Angèle - Berval
- C'est le printemps - Xavier Lemercier
- Les Belles Petites - Albert Préjean
- Sous le soleil - Alibert / Xavier Lemercier
- À la revue marseillaise - Gorlett
- Un coup de savon - Gorlett
- Ma Pitchoune - Alibert
- C'est Marseillais ! - Alibert
- Nuit d'amour - Alibert et Mireille Ponsard
- Miette - Alibert et Jenny Hélia
- À Marseille un soir - Alibert
- J'ai rêvé d'une fleur - Alibert, Jenny Helia
- Mireille, Bonjour l'amour - Alibert
- Chez vous en Espagne - Alibert